# Duillier
Duillier (toponimo francese) è un comune svizzero di 1 070 abitanti del Canton Vaud, nel distretto di Nyon.

## Geografia fisica
Duillier ha un'area di 4,11 km²; di questa nel 2009 il 75,2% era usata a scopi agricoli, il 7,8% era ricoperta da boschi e il restante 16,1% era occupata da case, strade e altre infrastrutture. Di quest'area edificata, l'8,8% era occupata da case mentre il 6,1% da infrastrutture per trasporti. L'area a foresta era costituita per il 6,3% da boschi fitti e per l'1,5% da frutteti o piccoli gruppi di alberi; della parte destinata a uso agricolo il 56,4% serviva alla crescita di messi, il 5,1% era a pascolo e il 13,6% erano vigneti o frutteti.

## Storia
La prima menzione di Duillier in un documento storico risale al 1145 dove è chiamato Duelliei.

## Monumenti e luoghi d'interesse

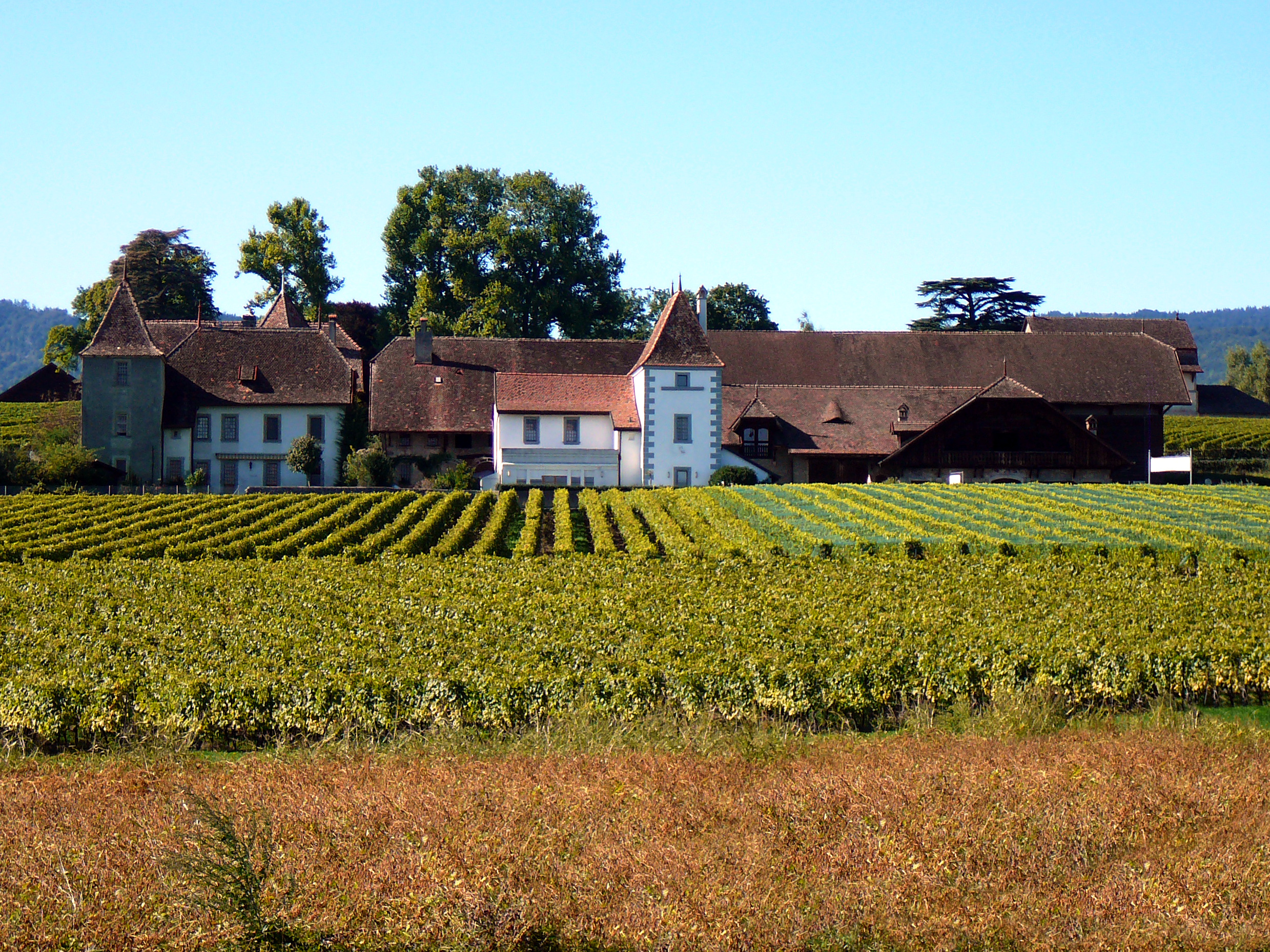
Il castello di Duillier

- Chiesa riformata, eretta nel 1669-1670[1];
- Castello di Duillier, attestato dal XII secolo[1].

## Società

### Evoluzione demografica
L'evoluzione demografica è riportata nella seguente tabella:
Abitanti censiti

### Etnie e minoranze straniere
Nel 2009 il 22,8% dei 1 078 abitanti era di provenienza straniera.

### Lingue e dialetti
La ripartizione linguistica al 2000 era la seguente: 709 persone parlavano il francese, 87 il tedesco, 63 l'inglese e 16 l'italiano.

### Religione
Al censimento del 2000 il 31,5% degli abitanti si dichiarava cattolico, il 40,2% era appartenente alla Chiesa svizzera riformata, lo 0,78% era ortodosso, lo 0,55% era fedele della Chiesa cattolica cristiana svizzera, il 2,89% apparteneva ad altre confessioni cristiane, lo 0,89% era ebreo, lo 0,78% musulmano, 4 persone erano indù e il 20,75% si dichiarava ateo o agnostico.

## Economia
Nel 2010 il tasso di disoccupazione era del 4,2%. Nel 2008 29 persone erano impegnate nel settore primario e 8 aziende operavano nel settore, 58 persone erano nel settore secondario con 12 aziende nel settore, 253 erano gli impiegati nel settore terziario con 32 aziende nel settore. Di tutti gli occupati il 40,2% era costituito da donne.

## Amministrazione
Ogni famiglia originaria del luogo fa parte del cosiddetto comune patriziale e ha la responsabilità della manutenzione di ogni bene ricadente all'interno dei confini del comune.